# 大漢渓

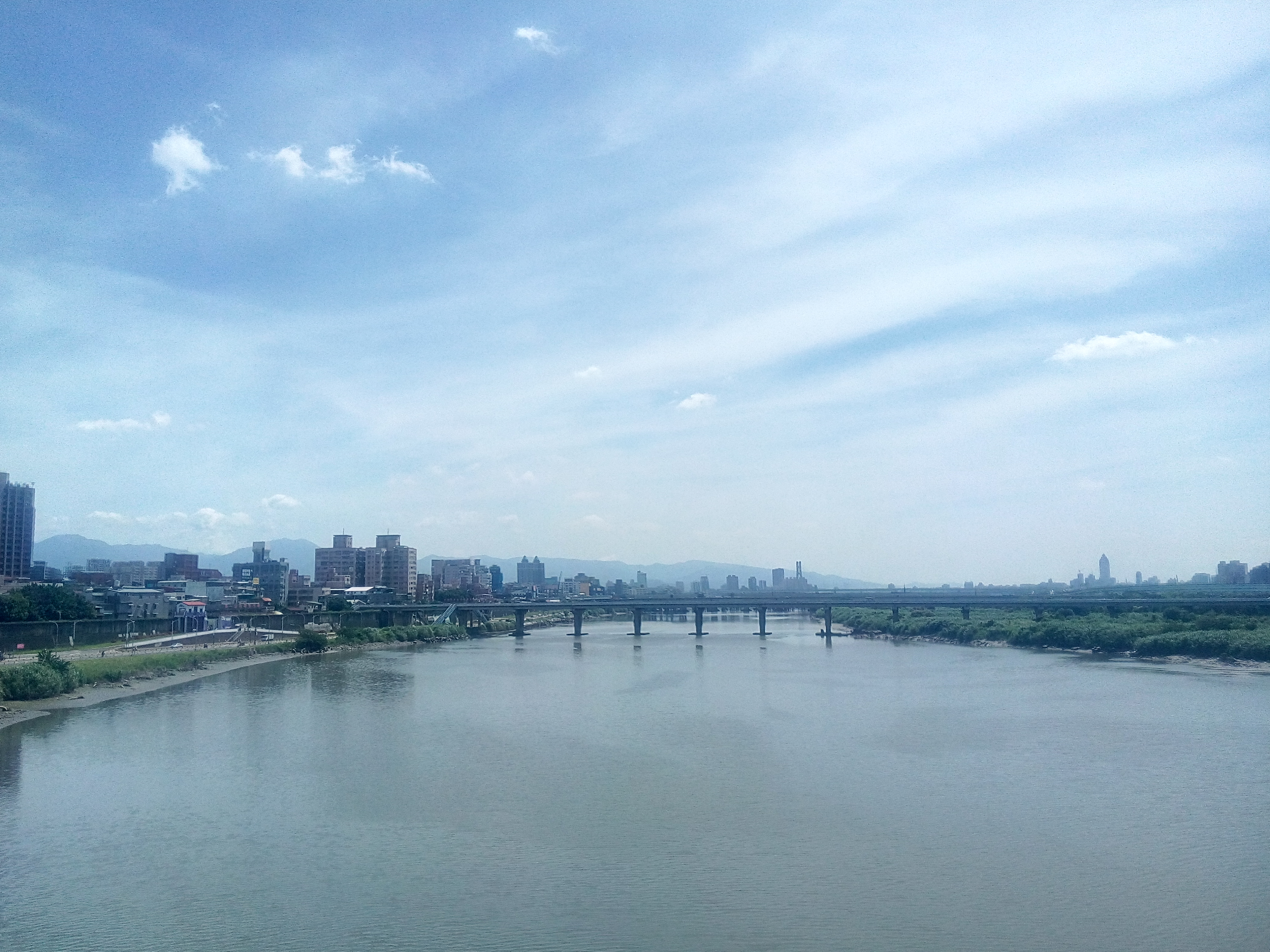
大漢溪

大漢渓（だいかんけい）は台湾北部を流れる河川。淡水河水系の三大支流のひとつである。旧称は大嵙崁渓。
大漢渓の源流は新竹県と台中市の境にある品田山にあり、新竹県尖石郷、関西鎮を北に流れ、桃園市に入り復興区、龍潭区、大渓区を抜け、新北市三峽区、鶯歌区、樹林区、土城区、板橋区、新荘区、三重区を流れる。板橋区の江子翠で新店渓と合流し、淡水河となる。上流は石門ダムの集水域になっており、桃園市および新北市に用水を供給している。